# Ausztria a 2010. évi téli olimpiai játékokon

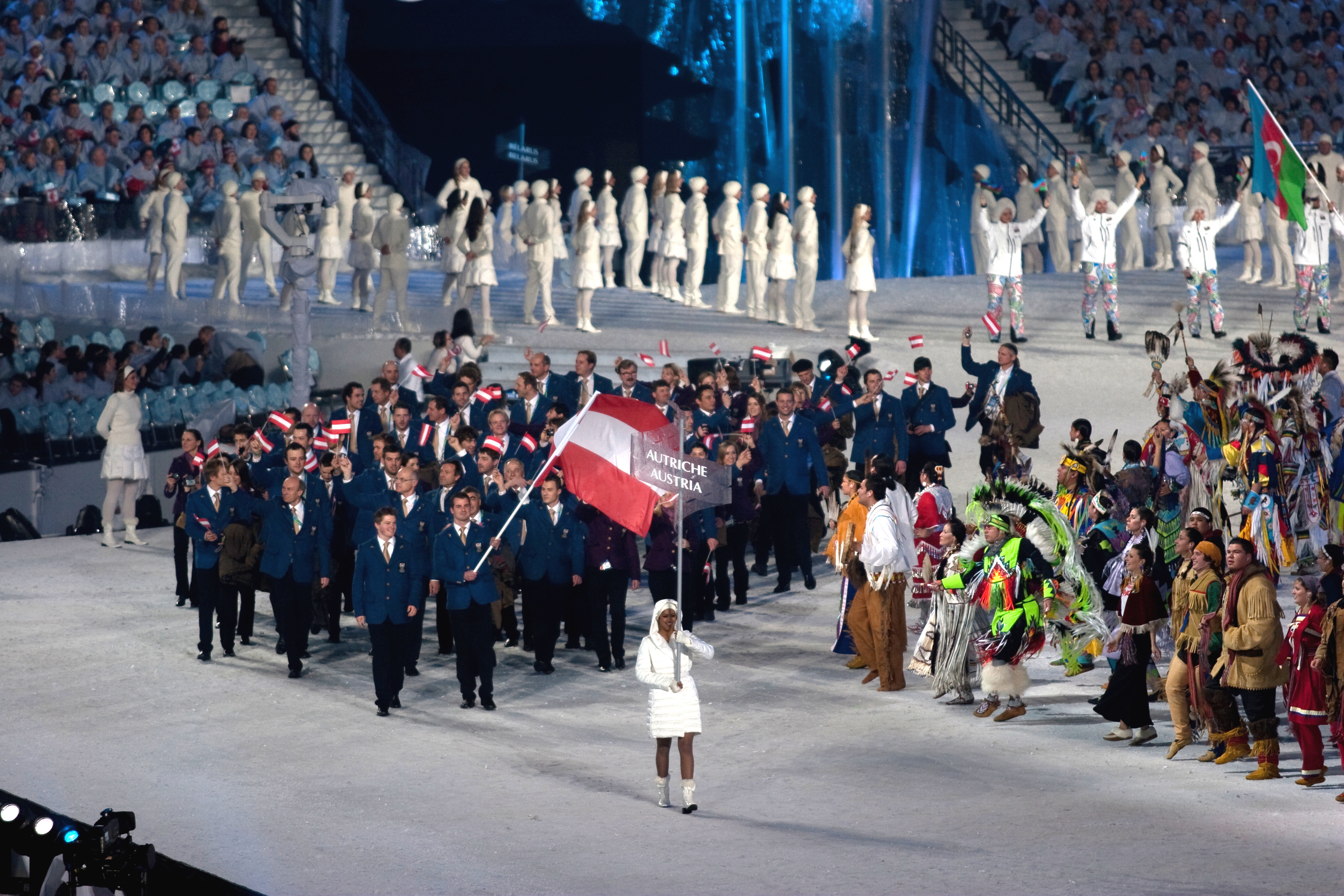
Ausztria olimpiai küldöttsége a megnyitón

Ausztria a kanadai Vancouverben megrendezett 2010. évi téli olimpiai játékok egyik részt vevő nemzete volt. Az országot az olimpián 13 sportágban 75 sportoló képviselte, akik összesen 16 érmet szereztek. Gregor Schlierenzauer síugró személyében Ausztria szerezte a téli olimpia első bronzérmét.

## Érmesek
| Érem  | Versenyző                                                               | Sportág          | Versenyszám                 |
| ----- | ----------------------------------------------------------------------- | ---------------- | --------------------------- |
| Arany | Andrea Fischbacher                                                      | Alpesisí         | Női szuperóriás-műlesiklás  |
| Arany | Bernhard Gruber David Kreiner Felix Gottwald Mario Stecher              | Északi összetett | Csapat                      |
| Arany | Wolfgang Loitzl Andreas Kofler Thomas Morgenstern Gregor Schlierenzauer | Síugrás          | Csapat                      |
| Arany | Andreas Linger Wolfgang Linger                                          | Szánkó           | Kettes                      |
| Ezüst | Marlies Schild                                                          | Alpesisí         | Női műlesiklás              |
| Ezüst | Christoph Sumann                                                        | Biatlon          | Férfi 12,5 km üldözőverseny |
| Ezüst | Simon Eder Daniel Mesotitsch Dominik Landertinger Christoph Sumann      | Biatlon          | Férfi 4 × 7,5 km váltó      |
| Ezüst | Andreas Matt                                                            | Síakrobatika     | Férfi krossz                |
| Ezüst | Benjamin Karl                                                           | Snowboard        | Férfi parallel giant slalom |
| Ezüst | Nina Reithmayer                                                         | Szánkó           | Női egyes                   |
| Bronz | Elisabeth Görgl                                                         | Alpesisí         | Női lesiklás                |
| Bronz | Elisabeth Görgl                                                         | Alpesisí         | Női óriás-műlesiklás        |
| Bronz | Bernhard Gruber                                                         | Északi összetett | Nagysánc + 10 km            |
| Bronz | Gregor Schlierenzauer                                                   | Síugrás          | Egyéni, nagysánc            |
| Bronz | Gregor Schlierenzauer                                                   | Síugrás          | Egyéni, normálsánc          |
| Bronz | Marion Kreiner                                                          | Snowboard        | Női parallel giant slalom   |

## Alpesisí
Férfi
| Versenyző           | Versenyszám            | 1. futam      | 1. futam      | 2. futam | 2. futam | Összesítés | Összesítés |
| Versenyző           | Versenyszám            | Idő           | Hely.         | Idő      | Hely.    | Idő        | Helyezés   |
| ------------------- | ---------------------- | ------------- | ------------- | -------- | -------- | ---------- | ---------- |
| Romed Baumann       | Óriás-műlesiklás       | 1:17,29       | 2.            | 1:21,51  | 20.      | 2,38,80    | 5.         |
| Johann Grugger      | Lesiklás               |               |               |          |          | 1:55,81    | 22.        |
| Reinfried Herbst    | Műlesiklás             | 49,23         | 12.           | 51,55    | 8.       | 1:40,78    | 10.        |
| Marcel Hirscher     | Óriás-műlesiklás       | 1:17,48       | 5.            | 1:21,04  | 9.*      | 2:38,52    | 4.         |
| Marcel Hirscher     | Műlesiklás             | 48,92         | 9.            | 51,28    | 4.       | 1:40,20    | 5.         |
| Klaus Kröll         | Lesiklás               |               |               |          |          | 1:54,87    | 9.         |
| Manfred Pranger     | Műlesiklás             | nem ért célba | nem ért célba | kiesett  | kiesett  | kiesett    | kiesett    |
| Benjamin Raich      | Szuperóriás-műlesiklás |               |               |          |          | 1:31,35    | 14.        |
| Benjamin Raich      | Műlesiklás             | 48,33         | 3.            | 51,48    | 6.       | 1:39,81    | 4          |
| Benjamin Raich      | Óriás-műlesiklás       | 1:17,66       | 6.            | 1:21,17  | 12.*     | 2:38,83    | 6.         |
| Mario Scheiber      | Lesiklás               |               |               |          |          | 1:54,52    | 4.         |
| Mario Scheiber      | Szuperóriás-műlesiklás |               |               |          |          | 1:31,93    | 20.        |
| Philipp Schörghofer | Óriás-műlesiklás       | 1:18,37       | 14.*          | 1:21,00  | 7.       | 2:39,37    | 12.        |
| Georg Streitberger  | Szuperóriás-műlesiklás |               |               |          |          | 1:31,49    | 17.        |
| Michael Walchhofer  | Lesiklás               |               |               |          |          | 1:54,88    | 10.        |
| Michael Walchhofer  | Szuperóriás-műlesiklás |               |               |          |          | 1:32,00    | 21.        |

| Versenyző          | Versenyszám | Lesiklás      | Lesiklás      | Műlesiklás | Műlesiklás | Összesítés | Összesítés |
| Versenyző          | Versenyszám | Idő           | Hely.         | Idő        | Hely.      | Idő        | Helyezés   |
| ------------------ | ----------- | ------------- | ------------- | ---------- | ---------- | ---------- | ---------- |
| Romed Baumann      | Összetett   | nem ért célba | nem ért célba | kiesett    | kiesett    | kiesett    | kiesett    |
| Benjamin Raich     | Összetett   | 1:54,70       | 12.           | 51,43      | 9.         | 2:46,13    | 6.         |
| Georg Streitberger | Összetett   | 1:55,55       | 20.           | nem indult | nem indult | kiesett    | kiesett    |

Női
| Versenyző            | Versenyszám            | 1. futam | 1. futam | 2. futam      | 2. futam      | Összesítés    | Összesítés    |
| Versenyző            | Versenyszám            | Idő      | Hely.    | Idő           | Hely.         | Idő           | Helyezés      |
| -------------------- | ---------------------- | -------- | -------- | ------------- | ------------- | ------------- | ------------- |
| Eva-Maria Brem       | Óriás-műlesiklás       | 1:15,38  | 4.       | 1:12,24       | 18.           | 2:27,62       | 7.            |
| Anna Fenninger       | Lesiklás               |          |          |               |               | 1:49,95       | 25.           |
| Anna Fenninger       | Szuperóriás-műlesiklás |          |          |               |               | 1:22,30       | 16.           |
| Andrea Fischbacher   | Lesiklás               |          |          |               |               | 1:45,68       | 4.            |
| Andrea Fischbacher   | Szuperóriás-műlesiklás |          |          |               |               | 1:20,14       |               |
| Elisabeth Görgl      | Lesiklás               |          |          |               |               | 1:45,65       |               |
| Elisabeth Görgl      | Szuperóriás-műlesiklás |          |          |               |               | 1:21,14       | 5.            |
| Elisabeth Görgl      | Műlesiklás             | 53,01    | 22.*     | 51,96         | 2.            | 1:44,97       | 7.            |
| Elisabeth Görgl      | Óriás-műlesiklás       | 1:15,12  | 1.       | 1:12,13       | 15.           | 2:27,25       |               |
| Michaela Kirchgasser | Műlesiklás             | 52,31    | 15.      | nem ért célba | nem ért célba | kiesett       | kiesett       |
| Michaela Kirchgasser | Óriás-műlesiklás       | 1:16,26  | 15.      | 1:12,14       | 16.           | 2:28,40       | 15.           |
| Regina Mader         | Lesiklás               |          |          |               |               | 1:47,53       | 14.           |
| Marlies Schild       | Műlesiklás             | 51,40    | 3.       | 51,92         | 1.            | 1:43,32       |               |
| Nicole Schmidhofer   | Szuperóriás-műlesiklás |          |          |               |               | nem ért célba | nem ért célba |
| Kathrin Zettel       | Műlesiklás             | 52,59    | 18.      | 53,00         | 10.           | 1:45,59       | 13.           |
| Kathrin Zettel       | Óriás-műlesiklás       | 1:15,28  | 3.       | 1:12,25       | 19.           | 2:27,53       | 5.            |

| Versenyző            | Versenyszám | Lesiklás | Lesiklás | Műlesiklás | Műlesiklás | Összesítés | Összesítés |
| Versenyző            | Versenyszám | Idő      | Hely.    | Idő        | Hely.      | Idő        | Helyezés   |
| -------------------- | ----------- | -------- | -------- | ---------- | ---------- | ---------- | ---------- |
| Anna Fenninger       | Összetett   | 1:27,19  | 20.      | 46,08      | 16.        | 2:13,27    | 16.        |
| Elisabeth Görgl      | Összetett   | 1:25,60  | 8.       | 47,98      | 25.        | 2:13,58    | 18.        |
| Michaela Kirchgasser | Összetett   | 1:27,09  | 19.      | 44,26      | 2.         | 2:11,35    | 9.         |
| Kathrin Zettel       | Összetett   | 1:26,01  | 11.      | 44,49      | 4.         | 2:10,50    | 4.         |

* - egy másik versenyzővel azonos eredményt ért el

## Biatlon
Férfi
| Versenyző                                                          | Versenyszám           | Lövőhiba    | Időeredmény | Helyezés |
| ------------------------------------------------------------------ | --------------------- | ----------- | ----------- | -------- |
| Simon Eder                                                         | 10 km sprint          | 0 (0+0)     | 25:32,2     | 11.      |
| Simon Eder                                                         | 12,5 km üldözőverseny | 4 (0+0+2+1) | 34:09,4     | 4.       |
| Simon Eder                                                         | 20 km egyéni          | 2 (1+1+0+0) | 49:41,7     | 6.       |
| Simon Eder                                                         | 15 km tömegrajtos     | 2 (0+0+2+2) | 37:29,7     | 25.      |
| Dominik Landertinger                                               | 10 km sprint          | 4 (2+2)     | 26:23,7     | 34.      |
| Dominik Landertinger                                               | 12,5 km üldözőverseny | 3 (1+0+1+1) | 35:06,7     | 14.      |
| Dominik Landertinger                                               | 20 km egyéni          | 4 (0+2+1+1) | 52:00,8     | 23.      |
| Dominik Landertinger                                               | 15 km tömegrajtos     | 4 (1+0+1+2) | 36:09,7     | 7.       |
| Daniel Mesotitsch                                                  | 10 km sprint          | 2 (1+1)     | 26:45,3     | 45.      |
| Daniel Mesotitsch                                                  | 12,5 km üldözőverseny | 4 (0+0+3+1) | 36:56,0     | 41.      |
| Daniel Mesotitsch                                                  | 20 km egyéni          | 2 (0+1+0+1) | 50:32,0     | 9.       |
| Daniel Mesotitsch                                                  | 15 km tömegrajtos     | 3 (0+1+0+2) | 36:05,9     | 5.       |
| Christoph Sumann                                                   | 10 km sprint          | 2 (2+0)     | 25:32,7     | 12.      |
| Christoph Sumann                                                   | 12,5 km üldözőverseny | 2 (0+0+1+1) | 33:54,9     |          |
| Christoph Sumann                                                   | 20 km egyéni          | 3 (0+2+0+1) | 50:04,9     | 8.       |
| Christoph Sumann                                                   | 15 km tömegrajtos     | 1 (0+1+0+0) | 36:01,6     | 4.       |
| Simon Eder Daniel Mesotitsch Dominik Landertinger Christoph Sumann | 4 × 7,5 km váltó      | 9 (1+6 0+2) | 1:22:16,7   |          |

## Bob
Férfi
| Versenyző                                                          | Versenyszám | 1. futam | 1. futam | 2. futam   | 2. futam   | 3. futam | 3. futam | 4. futam | 4. futam | Összesítés | Összesítés |
| Versenyző                                                          | Versenyszám | Idő      | Hely.    | Idő        | Hely.      | Idő      | Hely.    | Idő      | Hely.    | Idő        | Helyezés   |
| ------------------------------------------------------------------ | ----------- | -------- | -------- | ---------- | ---------- | -------- | -------- | -------- | -------- | ---------- | ---------- |
| Wolfgang Stampfer Jürgen Mayer                                     | Kettes      | kizárták | kizárták | kiesett    | kiesett    | kiesett  | kiesett  | kiesett  | kiesett  | kiesett    | kiesett    |
| Jürgen Loacker Christian Hackl                                     | Kettes      | 52,55    | 17.      | 52,86      | 17.        | 52,73    | 19.*     | 52,64    | 17.      | 3:30,78    | 18.        |
| Wolfgang Stampfer Christian Hackl Jürgen Mayer Johannes Wipplinger | Négyes      | 53,64    | 24.      | nem indult | nem indult | kiesett  | kiesett  | kiesett  | kiesett  | kiesett    | kiesett    |

* - egy másik párossal azonos időt ért el

## Északi összetett
| Versenyző                                                  | Versenyszám        | Síugrás | Síugrás | Síugrás    | Sífutás | Sífutás | Összesítés | Összesítés |
| Versenyző                                                  | Versenyszám        | Pont    | Hely.   | Időhátrány | Idő     | Hely.   | Idő        | Helyezés   |
| ---------------------------------------------------------- | ------------------ | ------- | ------- | ---------- | ------- | ------- | ---------- | ---------- |
| Christoph Bieler                                           | Normálsánc + 10 km | 125,0   | 3.      | +0:42      | 26:32,0 | 34.     | 27:14,0    | 25.        |
| Christoph Bieler                                           | Nagysánc + 10 km   | 116,8   | 4.      | +0:41      | 25:40,7 | 18.     | 26:21,7    | 10.        |
| Felix Gottwald                                             | Normálsánc + 10 km | 102,5   | 41.     | +2:12      | 24:20,2 | 2.      | 26:32,2    | 14.        |
| Felix Gottwald                                             | Nagysánc + 10 km   | 78,8    | 40.     | +3:13      | 24:29,4 | 1.      | 27:42,4    | 17.        |
| David Kreiner                                              | Normálsánc + 10 km | 117,5   | 20.     | +1:12      | 25:24,5 | 15.     | 26:36,5    | 15.        |
| Mario Stecher                                              | Normálsánc + 10 km | 122,5   | 7.      | +0:52      | 25:08,7 | 7.      | 26:00,7    | 5.         |
| Mario Stecher                                              | Nagysánc + 10 km   | 109,8   | 10.*    | +1:09      | 25:12,1 | 8.      | 26:21,1    | 8.         |
| Bernhard Gruber                                            | Nagysánc + 10 km   | 127,0   | 1.      | –          | 25:43,7 | 19.     | 25:43,7    |            |
| Mario Stecher David Kreiner Bernhard Gruber Felix Gottwald | Csapat             | 479,9   | 3.      | +0:36      | 48:55,6 | 1.      | 49:31,6    |            |

* - egy másik versenyzővel azonos eredményt ért el

## Gyorskorcsolya
Női
| Versenyző   | Versenyszám | Eredmény | Helyezés |
| ----------- | ----------- | -------- | -------- |
| Anna Rokita | 1500 m      | 2:02,67  | 28.      |
| Anna Rokita | 3000 m      | 4:16,42  | 16.      |

## Műkorcsolya
| Versenyző      | Versenyszám  | Rövid program | Rövid program | Kűr     | Kűr     | Összesítés | Összesítés |
| Versenyző      | Versenyszám  | Pont          | Hely.         | Pont    | Hely.   | Pont       | Helyezés   |
| -------------- | ------------ | ------------- | ------------- | ------- | ------- | ---------- | ---------- |
| Viktor Pfeifer | Férfi egyéni | 60,88         | 23.           | 115,05  | 20.     | 175,93     | 21.        |
| Miriam Ziegler | Női egyéni   | 43,84         | 26.           | kiesett | kiesett | kiesett    | kiesett    |

## Rövidpályás gyorskorcsolya
Női
| Versenyző         | Versenyszám | Előfutam | Előfutam | Negyeddöntő | Negyeddöntő | Elődöntő | Elődöntő | B döntő | B döntő | Döntő   | Döntő   | Helyezés |
| Versenyző         | Versenyszám | Idő      | Hely.    | Idő         | Hely.       | Idő      | Hely.    | Idő     | Hely.   | Idő     | Hely.   | Helyezés |
| ----------------- | ----------- | -------- | -------- | ----------- | ----------- | -------- | -------- | ------- | ------- | ------- | ------- | -------- |
| Veronika Windisch | 1000 m      | 1:32,775 | 3.       | kiesett     | kiesett     | kiesett  | kiesett  | kiesett | kiesett | kiesett | kiesett | 22.      |
| Veronika Windisch | 1500 m      | 2:24,440 | 5.       |             |             | kiesett  | kiesett  | kiesett | kiesett | kiesett | kiesett | 25.      |

## Síakrobatika
Mogul
| Versenyző         | Versenyszám | Selejtező | Selejtező | Döntő | Döntő    |
| Versenyző         | Versenyszám | Pont      | Helyezés  | Pont  | Helyezés |
| ----------------- | ----------- | --------- | --------- | ----- | -------- |
| Margarita Marbler | Női         | 23,77     | 8.        | 23,69 | 6.       |

Krossz
| Versenyző        | Versenyszám | Selejtező | Selejtező | Nyolcaddöntő  | Negyeddöntő | Elődöntő | Döntő   | Helyezés |
| Versenyző        | Versenyszám | Idő       | Hely.     | Nyolcaddöntő  | Negyeddöntő | Elődöntő | Döntő   | Helyezés |
| ---------------- | ----------- | --------- | --------- | ------------- | ----------- | -------- | ------- | -------- |
| Patrick Koller   | Férfi       | 1:15,22   | 28.       | 4.            | kiesett     | kiesett  | kiesett | 30.      |
| Andreas Matt     | Férfi       | 1:13,13   | 4.        | 2.            | 2.          | 2.       | 2.      |          |
| Markus Wittner   | Férfi       | 1:15,91   | 30.       | 2.            | 4.          | kiesett  | kiesett | 15.      |
| Thomas Zangerl   | Férfi       | 1:13,44   | 6.        | 3.            | kiesett     | kiesett  | kiesett | 18.      |
| Katrin Gutensohn | Női         | 1:21,26   | 25.       | 3.            | kiesett     | kiesett  | kiesett | 26.      |
| Karin Huttary    | Női         | 1:18,84   | 8.        | 1.            | 1.          | 1.       | 4.      | 4.       |
| Andrea Limbacher | Női         | 1:20,86   | 23.       | nem ért célba | kiesett     | kiesett  | kiesett | 24.      |
| Katrin Ofner     | Női         | 1:20,61   | 22.       | 3.            | kiesett     | kiesett  | kiesett | 23.      |

## Sífutás
Női
| Versenyző       | Versenyszám | Selejtező | Selejtező | Negyeddöntő | Negyeddöntő | Elődöntő | Elődöntő | Döntő     | Döntő    |
| Versenyző       | Versenyszám | Idő       | Hely.     | Idő         | Hely.       | Idő      | Hely.    | Idő       | Helyezés |
| --------------- | ----------- | --------- | --------- | ----------- | ----------- | -------- | -------- | --------- | -------- |
| Katerina Smutna | Sprint      | 3:45,03   | 12.       | 3:40,5      | 2.          | 3:45,1   | 6.       | kiesett   | 11.      |
| Katerina Smutna | 15 km       |           |           |             |             |          |          | 42:50,3   | 29.      |
| Katerina Smutna | 30 km       |           |           |             |             |          |          | 1:37:51,3 | 32.      |

## Síugrás
| Versenyző                                                               | Versenyszám | Selejtező | Selejtező | 1. ugrás | 1. ugrás | 2. ugrás | 2. ugrás | Összesítés | Összesítés |
| Versenyző                                                               | Versenyszám | Pont      | Hely.     | Pont     | Hely.    | Pont     | Hely.    | Pont       | Helyezés   |
| ----------------------------------------------------------------------- | ----------- | --------- | --------- | -------- | -------- | -------- | -------- | ---------- | ---------- |
| Andreas Kofler                                                          | Normálsánc  |           |           | 121,0    | 17.*     | 120,5    | 21.      | 241,5      | 19.*       |
| Andreas Kofler                                                          | Nagysánc    |           |           | 127,2    | 4.       | 134,0    | 4.       | 261,2      | 4.         |
| Wolfgang Loitzl                                                         | Normálsánc  |           |           | 124,5    | 12.      | 130,5    | 8.*      | 255,0      | 11.        |
| Wolfgang Loitzl                                                         | Nagysánc    |           |           | 124,1    | 6.       | 106,2    | 22.*     | 230,3      | 10.        |
| Thomas Morgenstern                                                      | Normálsánc  |           |           | 130,0    | 4.       | 128,5    | 11.      | 258,5      | 8.         |
| Thomas Morgenstern                                                      | Nagysánc    |           |           | 123,6    | 7.       | 123,1    | 8.       | 246,7      | 5.         |
| Gregor Schlierenzauer                                                   | Normálsánc  |           |           | 128,0    | 7.       | 140,0    | 2.       | 268,0      |            |
| Gregor Schlierenzauer                                                   | Nagysánc    |           |           | 125,4    | 5.       | 136,8    | 2.       | 262,2      |            |
| Wolfgang Loitzl Andreas Kofler Thomas Morgenstern Gregor Schlierenzauer | Csapat      |           |           | 547,3    | 1.       | 560,6    | 1.       | 1107,9     |            |

* - egy másik versenyzővel azonos eredményt ért el

## Snowboard
Parallel giant slalom
| Versenyző         | Versenyszám | Selejtező     | Selejtező     | Nyolcaddöntő                        | Negyeddöntő                       | Elődöntő                                     | Döntő                                              | Helyezés |
| Versenyző         | Versenyszám | Idő           | Hely.         | Ellenfél Eredmény                   | Ellenfél Eredmény                 | Ellenfél Eredmény                            | Ellenfél Eredmény                                  | Helyezés |
| ----------------- | ----------- | ------------- | ------------- | ----------------------------------- | --------------------------------- | -------------------------------------------- | -------------------------------------------------- | -------- |
| Siegfried Grabner | Férfi       | nem ért célba | nem ért célba | kiesett                             | kiesett                           | kiesett                                      | kiesett                                            | 30.      |
| Benjamin Karl     | Férfi       | 1:17,45       | 4.            | Aaron March (ITA) · -2,27           | Žan Košir (SLO) · DSQ             | Mathieu Bozzetto (FRA) · -2,58               | Jasey-Jay Anderson (CAN) · +0,35                   |          |
| Andreas Promegger | Férfi       | 1:16,49       | 1.            | Chris Klug (USA) · kizárták         | kiesett                           | kiesett                                      | kiesett                                            | 9.       |
| Ingemar Walder    | Férfi       | kizárták      | 29.           | kiesett                             | kiesett                           | kiesett                                      | kiesett                                            | 29.      |
| Doris Günther     | Női         | 1:23,20       | 3.            | Selina Jörg (GER) · +0,41           | kiesett                           | kiesett                                      | kiesett                                            | 9.       |
| Marion Kreiner    | Női         | 1:22,52       | 1.            | Annamari Csundak (UKR) · -2,29      | Anke Karstens (GER) · -8,34       | Jekatyerina Iljuhina (RUS) · +0,14           | Bronzmérkőzés · Selina Jörg (GER) · -2,29          |          |
| Ina Meschik       | Női         | 1:24,51       | 11.           | Camille de Faucompret (FRA) · -4,88 | Selina Jörg (GER) · +0,08         | 5–8. helyért · Claudia Riegler (AUT) · -0,91 | 5. helyért · Anke Karstens (GER) · +0,64           | 6.       |
| Claudia Riegler   | Női         | 1:23,74       | 7.            | Takeucsi Tomoka (JPN) · -12,68      | Nicolien Sauerbreij (NED) · +0,30 | 5–8. helyért · Ina Meschik (AUT) · +0,91     | 7. helyért · Amelie Kober (GER) · nem állt rajthoz | 7.       |

Snowboard cross
| Versenyző       | Versenyszám | Selejtező  | Selejtező  | Nyolcaddöntő | Negyeddöntő | Elődöntő | Döntő       | Helyezés |
| Versenyző       | Versenyszám | Idő        | Hely.      | Helyezés     | Helyezés    | Helyezés | Helyezés    | Helyezés |
| --------------- | ----------- | ---------- | ---------- | ------------ | ----------- | -------- | ----------- | -------- |
| Mario Fuchs     | Férfi       | 1:21,53    | 5.         | 2.           | 1.          | 4.       | Kisdöntő 3. | 7.       |
| Lukas Gruner    | Férfi       | 1:22,04    | 12.        | 1.           | 2.          | 3.       | Kisdöntő 2. | 6.       |
| Markus Schairer | Férfi       | 1:23,33    | 21.        | 3.           | kiesett     | kiesett  | kiesett     | 23.      |
| Doresia Krings  | Női         | 1:28,98    | 10.        |              | 3.          | kiesett  | kiesett     | 10.      |
| Maria Ramberger | Női         | 1:33,08    | 16.        |              | 4.          | kiesett  | kiesett     | 16.      |
| Manuela Riegler | Női         | nem indult | nem indult |              | kiesett     | kiesett  | kiesett     | kiesett  |

## Szánkó
| Versenyző                      | Versenyszám | 1. futam | 1. futam | 2. futam | 2. futam | 3. futam | 3. futam | 4. futam | 4. futam | Összesítés | Összesítés |
| Versenyző                      | Versenyszám | Idő      | Hely.    | Idő      | Hely.    | Idő      | Hely.    | Idő      | Hely.    | Idő        | Helyezés   |
| ------------------------------ | ----------- | -------- | -------- | -------- | -------- | -------- | -------- | -------- | -------- | ---------- | ---------- |
| Wolfgang Kindl                 | Férfi egyes | 48,707   | 9.       | 48,755   | 8.       | 49,080   | 10.      | 48,673   | 8.       | 3:15,215   | 9.         |
| Daniel Pfister                 | Férfi egyes | 48,583   | 4.       | 48,707   | 6.       | 48,883   | 5.       | 48,553   | 7.       | 3:14,726   | 6.         |
| Manuel Pfister                 | Férfi egyes | 48,677   | 8.       | 48,835   | 11.      | 49,064   | 9.       | 48,693   | 9.       | 3:15,269   | 10.        |
| Veronika Halder                | Női egyes   | 42,015   | 14.      | 41,881   | 11.      | 42,078   | 10.      | 42,143   | 14.      | 2:48,117   | 12.        |
| Nina Reithmayer                | Női egyes   | 41,728   | 1.       | 41,563   | 2.       | 41,884   | 3.       | 41,839   | 2.       | 2:47,014   |            |
| Andreas Linger Wolfgang Linger | Kettes      | 41,332   | 1.       | 41,373   | 1.       |          |          |          |          | 1:22,705   |            |
| Markus Schiegl Tobias Schiegl  | Kettes      | 41,727   | 8.       | 41,801   | 8.       |          |          |          |          | 1:23,528   | 8.         |

## Szkeleton
| Versenyző             | Versenyszám | 1. futam | 1. futam | 2. futam | 2. futam | 3. futam | 3. futam | 4. futam | 4. futam | Összesítés | Összesítés |
| Versenyző             | Versenyszám | Idő      | Hely.    | Idő      | Hely.    | Idő      | Hely.    | Idő      | Hely.    | Idő        | Helyezés   |
| --------------------- | ----------- | -------- | -------- | -------- | -------- | -------- | -------- | -------- | -------- | ---------- | ---------- |
| Matthias Guggenberger | Férfi       | 52,75    | 4.       | 53,02    | 6.       | 53,03    | 13.      | 53,01    | 10.      | 3:31,81    | 8.         |